# 查布间歇泉
查布间歇泉位于中华人民共和国西藏自治区谢通门县境内，冈底斯山南麓谷地之中，海拔4800米，平均水温为90摄氏度。
该泉一天内喷发208次，平均持续时间4—5分钟，最长将近7分钟；间歇期为2—3分钟。起喷时，主泉口先出水，初为脉状喷发，其后逐渐扩大至猛烈奋发，泉水可以喷至6米高处，最高可达7米。